# Maxine Goedicke
Maxine Goedicke (* 1988 in Berlin) ist eine deutsche Filmeditorin.

## Leben
Goedicke wurde nach einem Praktikum bei einer Werbefilmproduktion ab dem Jahr 2011 bei größeren Projekten von Wim Wenders und Pepe Danquart als Schnittassistenz engagiert.
Bei Marten Persiels Dokumentarfilm This Ain’t California war sie erstmals als Editorin tätig. Für diese Arbeit wurde sie beim Deutschen Kamerapreis 2013 mit dem Förderpreis in der Kategorie Schnitt ausgezeichnet.

## Filmografie (Auswahl)
- 2012: This Ain’t California (Dokumentarfilm)
- 2013: Heile Gänsje (Kurzfilm)
- 2014: Das Salz der Erde (Dokumentarfilm)
- 2016: National Bird (Dokumentarfilm)
- 2017: Conny Plank – The Potential of Noise (Dokumentarfilm)
- 2018: Papst Franziskus – Ein Mann seines Wortes (Pope Francis: A Man of His Word, Dokumentarfilm)
- 2020: Enemies of the State (Dokumentarfilm)
- 2021: Everything Will Change
- 2023: Anselm – Das Rauschen der Zeit (Dokumentarfilm)